# Авго (Тесалия)
Авго (на гръцки: Αυγό, Яйце) е планина, част от планинската верига Пинд в Трикалско. Надморската му височина е 2146 m и името му е свързано с формата на върха. Върхът е леснодостъпен (от северната му страна), като над 1200 m н.в. е оголен. По скалистите места се среща планински чай.